# Domingos Duarte
Pour les articles homonymes, voir Duarte.
Domingos de Sousa Coutinho Meneses Duarte dit Domingos Duarte, né le 10 mars 1995 à Cascais, est un footballeur international portugais qui évolue au poste de défenseur central au Getafe CF.

## Biographie

### En club
Le 14 juillet 2019, Duarte signe au Grenade CF pour quatre saisons.

### En équipe nationale
Avec les moins de 19 ans, il participe au championnat d'Europe des moins de 19 ans en 2014. Lors de cette compétition, il joue cinq matchs. Le Portugal s'incline en finale contre l'Allemagne.
Cette performance lui permet de participer l'année suivante, avec les moins de 20 ans, à la Coupe du monde des moins de 20 ans organisée en Nouvelle-Zélande. Lors du mondial junior, il joue cinq matchs. Le Portugal est battu en quart de finale par le Brésil.

## Palmarès
- Finaliste du championnat d'Europe des moins de 19 ans en 2014 avec l'équipe du Portugal des moins de 19 ans.